# 諸橋泰樹
諸橋 泰樹（もろはし たいき、1956年5月19日- ）は、日本の社会学者、フェリス女学院大学教授。
宮城県生まれ。1983年和光大学人文学部人間関係学科卒業、1991年成城大学大学院文学研究科コミュニケーション学博士課程単位取得満期退学。1992年尚美学園短期大学専任講師、1997年助教授。1999年フェリス女学院大学文学部日本文学科助教授、2001年教授、2004年、同コミュニケーション学科教授。日本出版学会賞受賞。

## 著書
- 『雑誌文化の中の女性学』明石書店 1993
- 『季節の変わり目 融解する若者とメディア』批評社 2000
- 『ジェンダーの罠 とらわれの女と男』批評社 2001
- 『ジェンダーの語られ方、メディアのつくられ方 現代書館 2002
- 『ジェンダーというメガネ やさしい女性学 フェリス女学院大学 2003.3
- 『季節の変わり目 pt.2　ジェンダーとジャーナリズムのはざまで』批評社 2005
- 『「戦後時代」の夕焼けの中で ポピュリズムとルサンチマンの同時代を読む』現代書館 2009
- 『メディアリテラシーとジェンダー 構成された情報とつくられる性のイメージ』現代書館 2009

共編著
- 『ジェンダーからみた新聞のうら・おもて 新聞女性学入門』田中和子共編著 現代書館 1996